# Dol-de-Bretagne

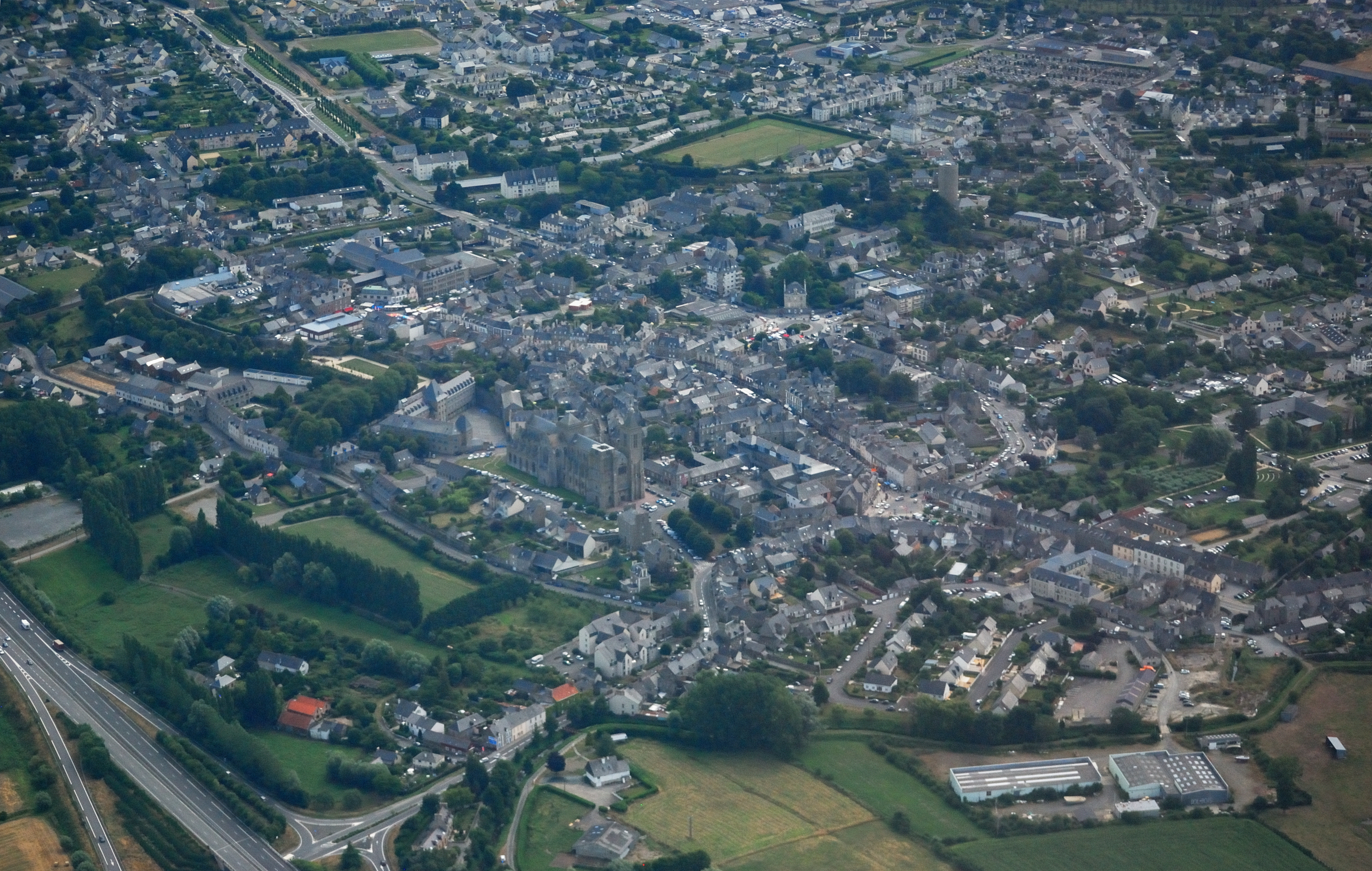
Dol-de-Bretagne

Dol-de-Bretagne (soms kort "Dol" genoemd) is een gemeente in het Franse departement Ille-et-Vilaine (regio Bretagne). De gemeente telde op 1 januari 2022 5.786 inwoners en maakt deel uit van het arrondissement Saint-Malo. De inwoners van Dol-de-Bretagne worden Dolois genoemd. Dol-de-Bretagne is een voormalige bisschopsstad en heeft een belangrijke middeleeuwse geschiedenis.

## Geschiedenis

### Prehistorie
Reeds in het neolithicum was de streek van Dol-de-Bretagne bewoond. Het belangrijkste overblijfsel uit die tijd is de enorme menhir van Champ-Dolent. Met een hoogte van 9,30 m is het een van de grootste menhirs van Bretagne. Hij staat een tweetal kilometer ten zuiden van het stadscentrum, richting Combourg.

### Middeleeuwen
In de 6e eeuw was de heilige Samson van Dol zeer belangrijk voor de stad. Hij stichtte er een klooster en in 560 werd hij de eerste bisschop van Dol.
Rond 848 liet de belangrijke Bretoense edelman Nominoë zich tot koning kronen in Dol. Hij verhief de stad tot aartsbisdom, waardoor ze tot de 12e eeuw het religieuze centrum van Bretagne was. Dit leidde tot aanhoudende spanningen met het aartsbisdom Tours. In 1199 maakte paus Innocentius III een einde aan de strijd: hij verplichtte alle Bretoense bisschoppen tot gehoorzaamheid aan de aartsbisschop van Tours en Dol werd opnieuw een gewoon bisdom.
In de 9e, 10e en 11e eeuw werd de stad meermaals geplunderd door de Vikingen. In 1076 werd ze belegerd door de troepen van Willem de Veroveraar. Dankzij de steun van koning Filips I van Frankrijk kon de stad echter weerstaan. Ook later werd Dol nog meermaals belegerd, onder meer door Conan IV van Bretagne. Het bestuur van de stad was in de Middeleeuwen vanaf de 11e eeuw in handen van seneschalken. Deze functie was erfelijk. De eerste seneschalk van Dol was Alan Fitz Alan (ca. 1050-1097).
De van oorsprong romaanse Cathédrale Saint-Samson werd in 1203 platgebrand door de troepen van Jan zonder Land. De kathedraal werd een aantal jaren later heropgebouwd in gotische stijl.
Omdat de belegeringen bleven aanhouden, werden in de 15e eeuw de voordien vernietigde stadsomwallingen en verdedigingstorens heropgebouwd. De stad werd helemaal ommuurd. Resten daarvan zijn nog te bezichtigen, evenals enkele torens.
Na de Franse Revolutie werd het bisdom Dol niet opnieuw opgericht.

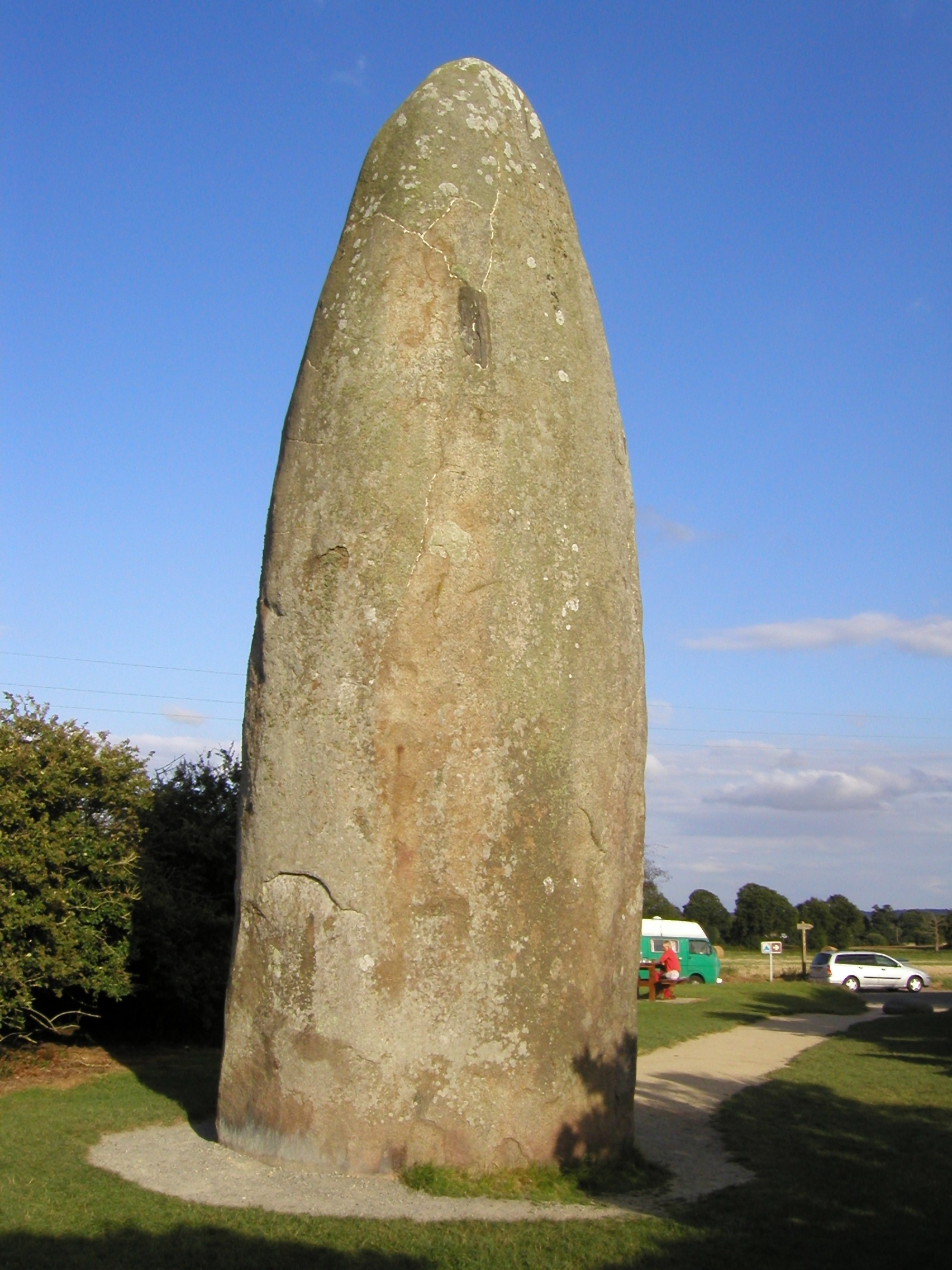
Menhir van Champ-Dolent
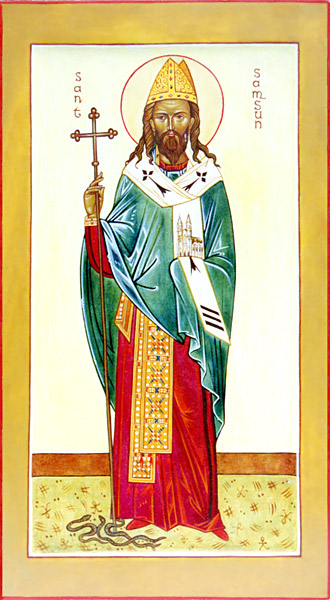
Samson van Dol
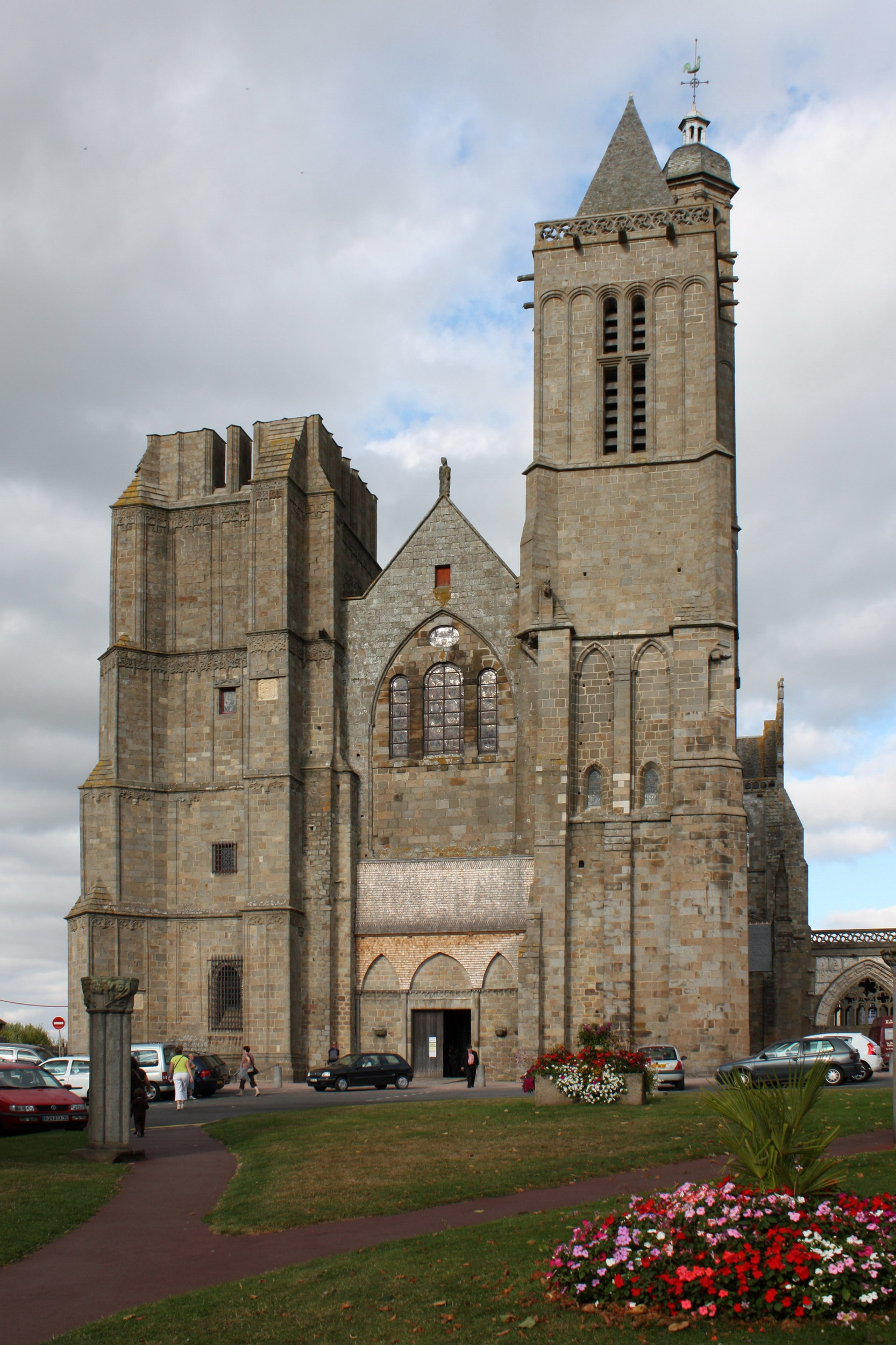
Cathédrale Saint-Samson
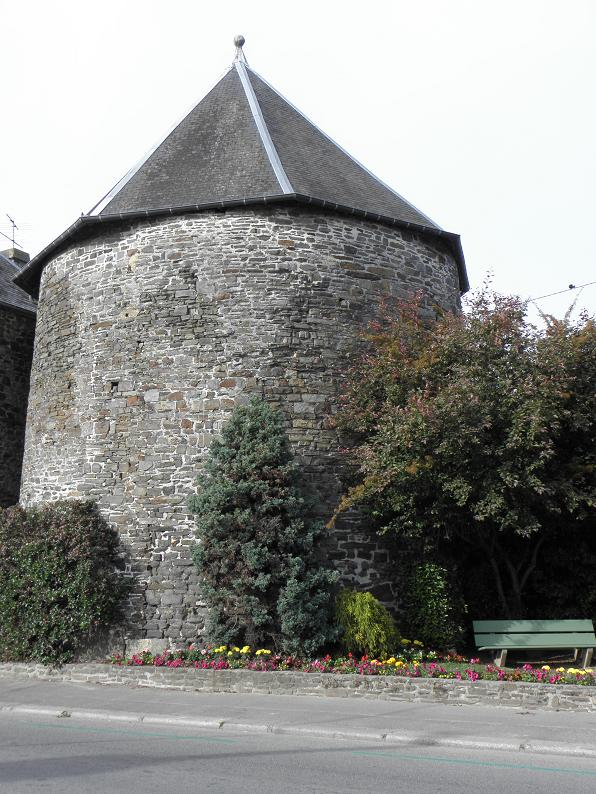
Tour de la prison (gevangenistoren) aan de stadswallen

## Bezienswaardigheden en cultureel patrimonium
De historische stad telt heel wat monumenten en bezienswaardigheden op een betrekkelijk kleine oppervlakte.
- De torens van de Cathédrale Saint-Samson werden in gotische stijl gebouwd op de restanten van de oudere romaanse torens. Ze dateren van de 13e eeuw, maar werden in de daaropvolgende eeuwen aangepast. Het mooie, grote portaal aan de rechterzijde stamt uit de 14e eeuw; het kleine portaal met spitsbogen is 13e-eeuws. Vroeger was de kathedraal verbonden met de stadsversterkingen. Binnenin bevinden zich onder meer een 13e-eeuws glasraam en 14e-eeuwse koorstoelen.
- In de Rue Ceinte, die uitgeeft op de kathedraal, woonden de kanunniken. De straatnaam verwijst hier naar en is afgeleid van "Rue Sainte". Vroeger had de straat aan beide uiteinden een poort, waardoor ze werd afgesloten. De straat bevat onder meer twee 15e-eeuwse huizen, een huis uit de 16e en een uit de 17e eeuw.
- De straat met de meeste monumenten is de Grande Rue des Stuarts. Seneschalk Walter Fitz Alan, wijzigde zijn naam in Stewart - Engels voor seneschalk. Dit was het begin van het Huis Stuart: Stuart is de Franse schrijfwijze van Stewart. Omdat de Stuart belangrijk waren voor Dol-de-Bretagne, werd de belangrijkste straat naar hen genoemd. Het stadhuis ligt in de straat, het 12e-eeuwse Maison des Petits Palets, verschillende huizen uit de 16e en 17e eeuw en nog meer.
- De Rue Lejamptel ligt in het verlengde van de Grande Rue des Stuarts. Lejamptel was er burgemeester van 1878 tot 1891. Hier bevindt zich La Grisardière, een 12e-eeuws huis, evenals een 15e-eeuws huis met pilaren.
- Op verschillende plaatsen rond de oude binnenstad zijn nog restanten van de stadswallen bewaard. De grootste delen staan nog aan de noordzijde. Dit stuk eindigt op de Tour des Carmes (karmelietentoren). Deze dateert van de 14e-15e eeuw. Bij deze toren stond een karmelietenklooster, waarvan enkel nog een stenen trap overblijft.
- Buiten de stad staat de grote menhir du Champ Dolent (zie hoger onder geschiedenis).

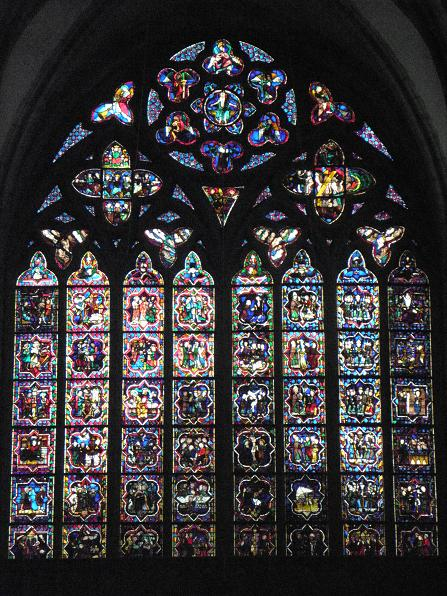
13e-eeuws glasraam in de kathedraal
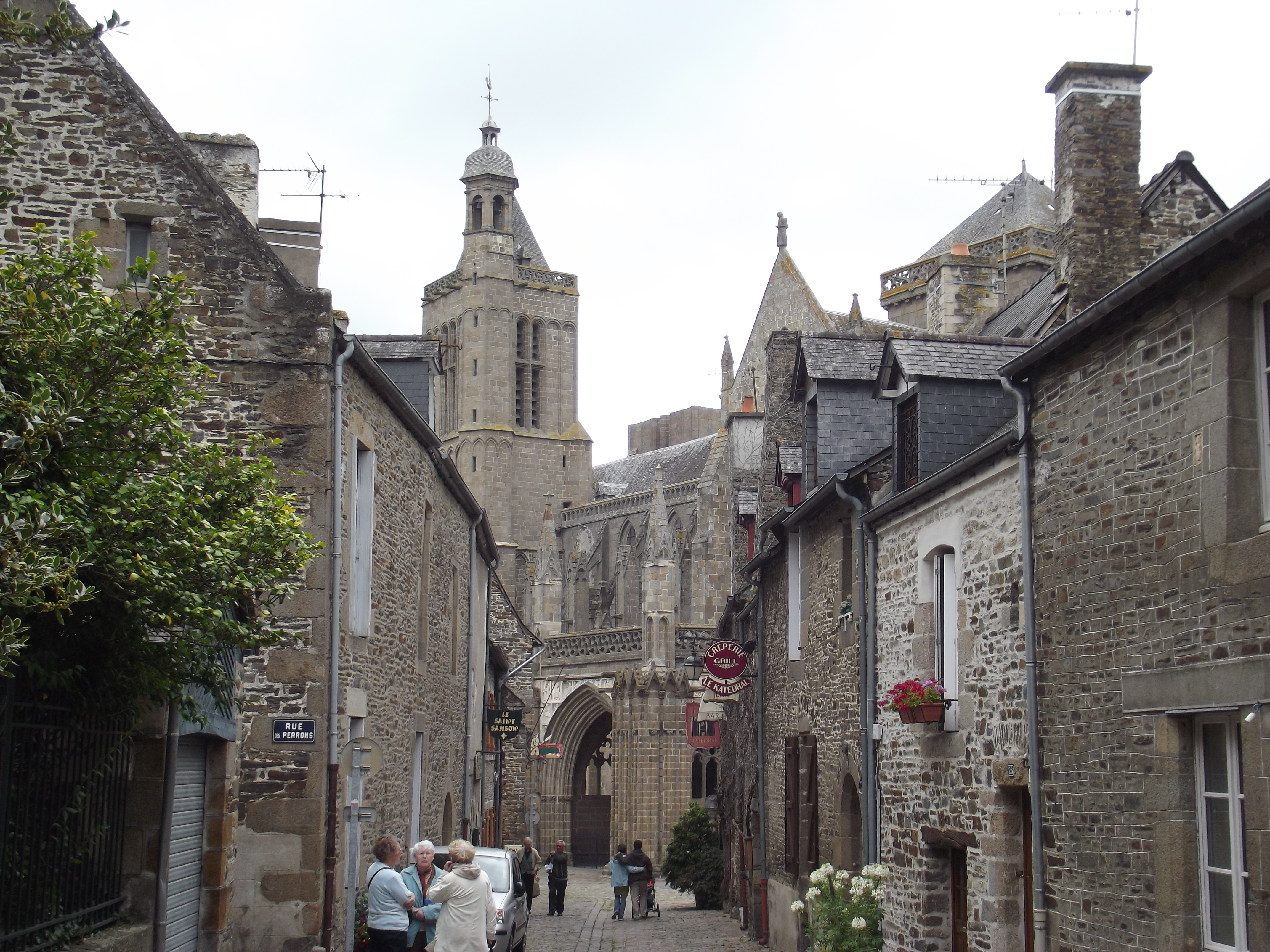
Rue Ceinte
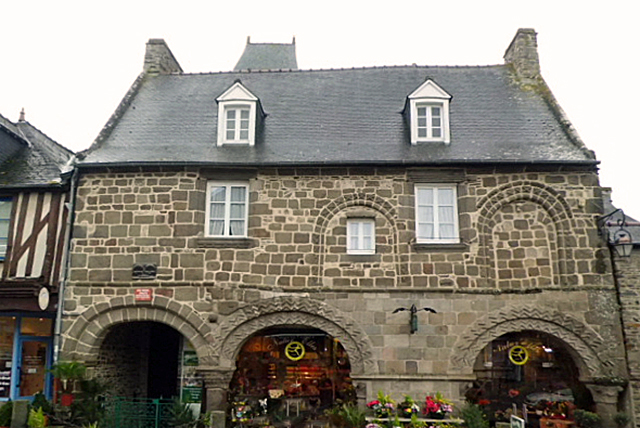
Maison des Petits Palets
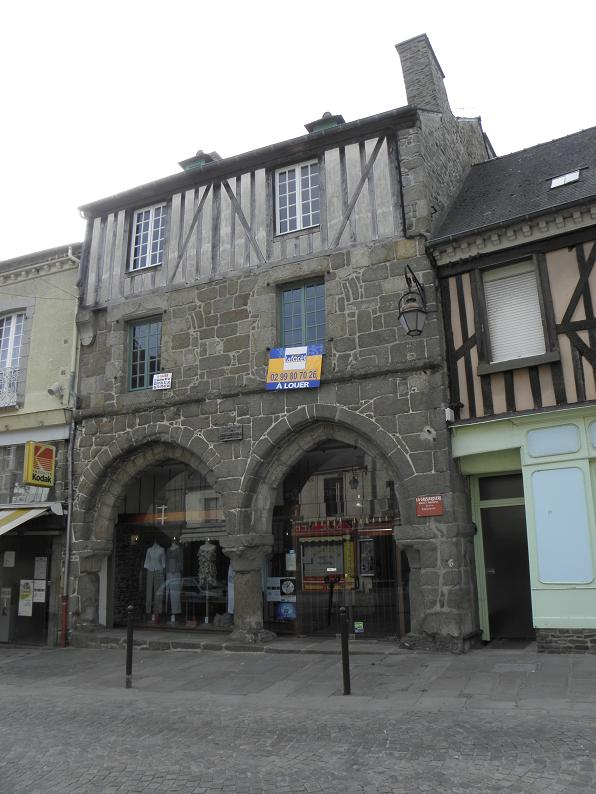
La Grisardière
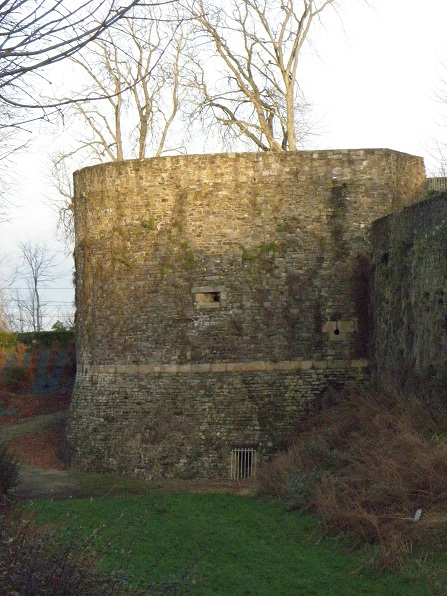
Tour des Carmes

## Geografie
De oppervlakte van Dol-de-Bretagne bedroeg op 1 januari 2022 15,53 vierkante kilometer; de bevolkingsdichtheid was toen 372,6 inwoners per km².
De Guyoult stroomt door de gemeente.

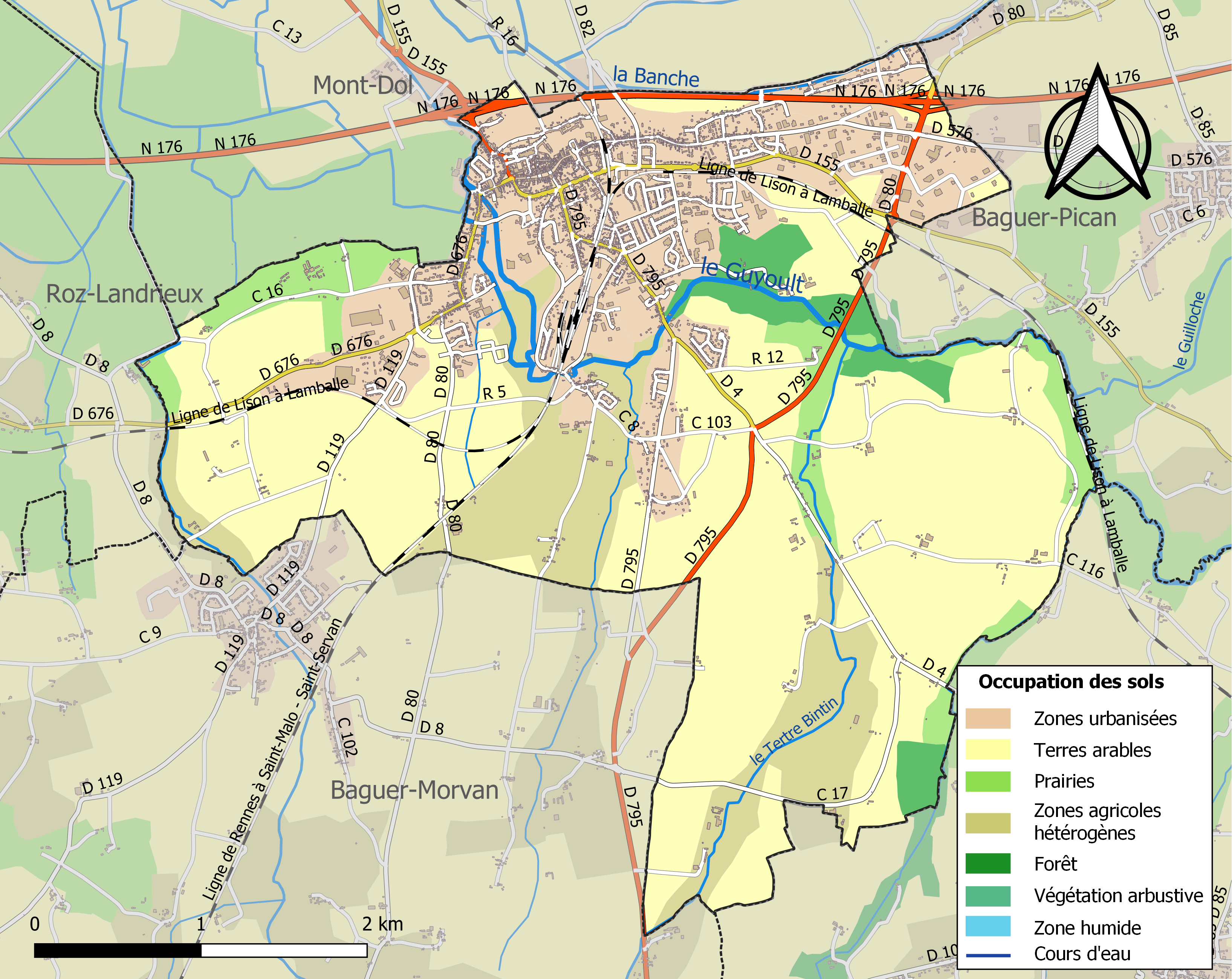
Kaart van de gemeente met belangrijkste infrastructuur, bodemgebruik en omliggende gemeenten

## Demografie
Onderstaande figuur toont het verloop van het inwonertal (bron: INSEE-tellingen).

## Verkeer
Dol-de-Bretagne is bereikbaar via de route nationale 176 (N 176). De route nationale 795 verbindt Dol-de-Bretagne met Tinténiac. In 1972 werd deze weg echter gedeclasseerd tot departementale weg (route départementale): D 795. Dol-de-Bretagne heeft het officiële label Village étape gekregen.
In de gemeente ligt spoorwegstation Dol-de-Bretagne. Voor de TGV is het een halte en ook voor de TER naar Rennes.

## Bekende personen verbonden met Dol
- De schrijver François René de Chateaubriand liep enkele jaren school te Dol. Een plein (Place Chateaubriand) en een straat (Rue Chateaubriand) werden naar hem vernoemd.